# Le Drapeau noir, l'Équerre et le Compas

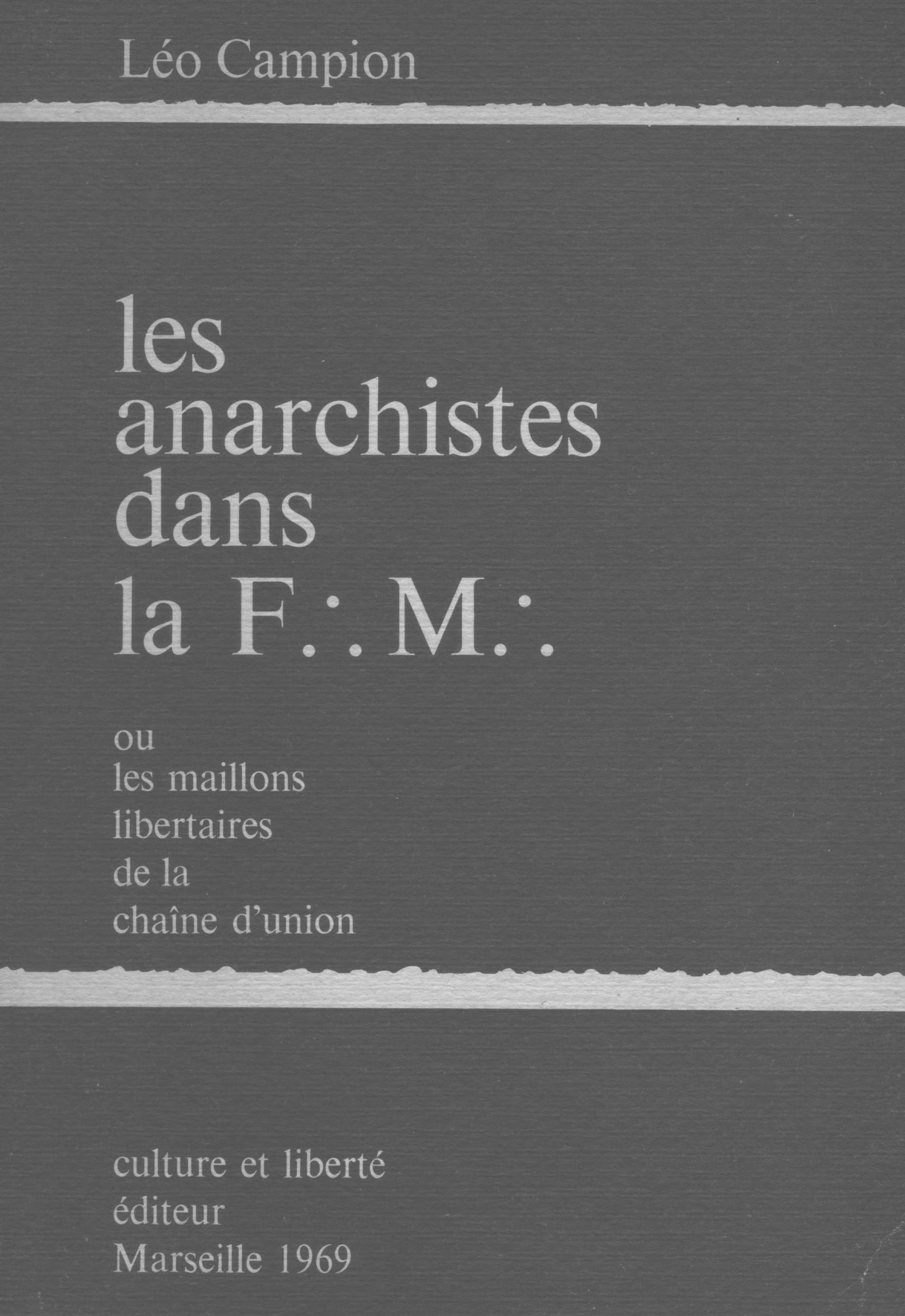
Léo Campion, Les Anarchistes dans la franc-maçonnerie ou les Maillons libertaires de la chaîne d'union, 1969.

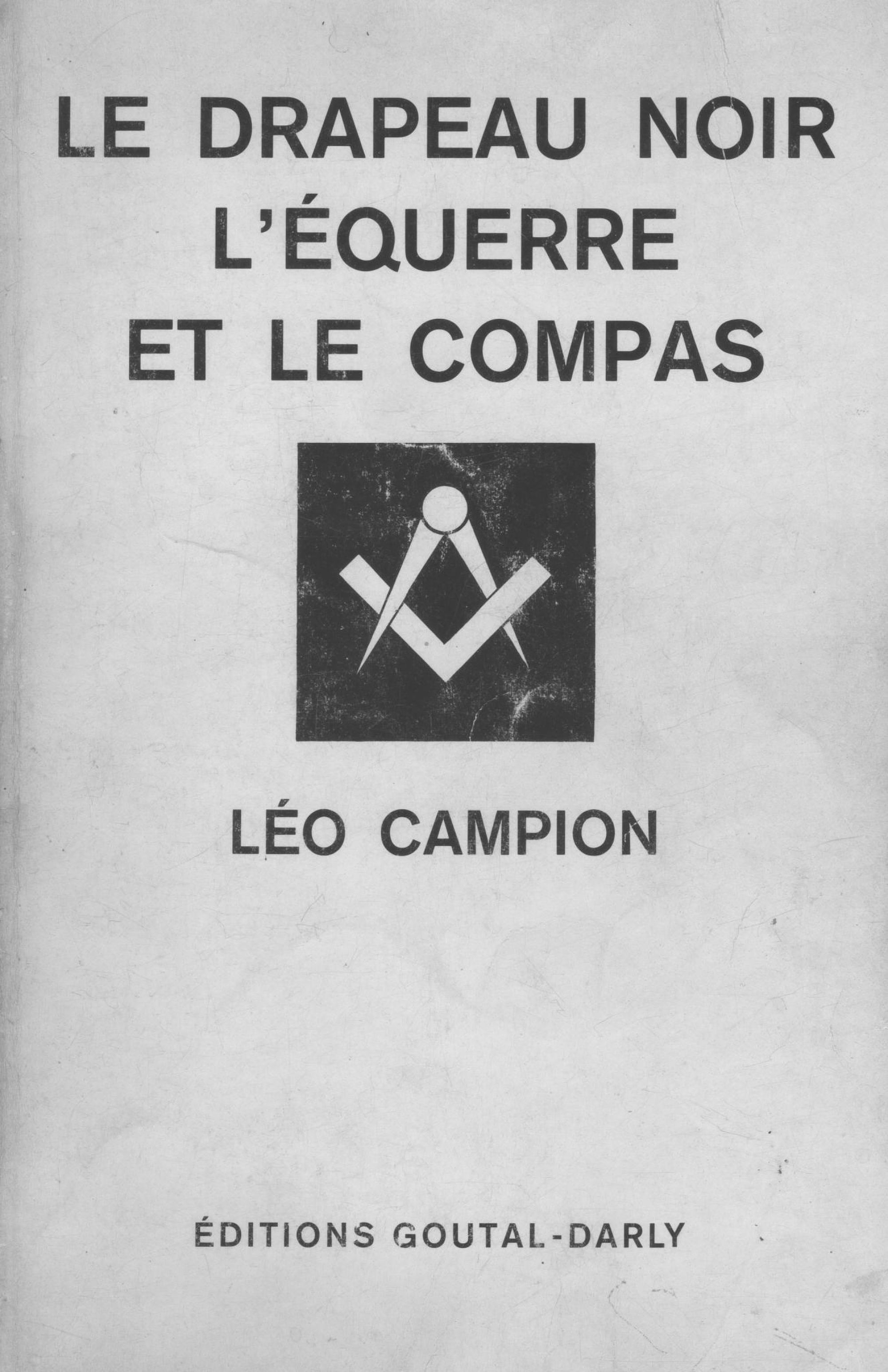
Léo Campion, Le Drapeau noir, l'Équerre et le Compas, 1978.

Le Drapeau noir, l'Équerre et le Compas est un recueil de biographies d'anarchistes francs-maçons et/ou de francs-maçons libertaires écrit par Léo Campion,,. Pour l'auteur, « Si les Maçons anarchistes sont une infime minorité, la vocation libertaire de la Maçonnerie est indéniable ».

## Histoire
Léo Campion a d'abord réservé cet ouvrage à une diffusion strictement interne à la franc-maçonnerie. Il fut édité, une première fois en 1969, sous le titre Les Anarchistes dans la franc-maçonnerie ou les Maillons libertaires de la chaîne d'union à l'initiative de René Bianco aux éditions Culture et Liberté},,,.
En 1978, revu et considérablement remanié, il fut édité, cette fois à l'intention de tous les publics, sous le titre actuel Le Drapeau noir, l'Équerre et le Compas aux Éditions Goutal-Darly (Montrouge),.
En 1996, une synthèse de ces deux versions fut éditée par la Maison de la solidarité et de la fraternité d'Évry et les Éditions Alternative libertaire, rééditée une première fois en 2002, puis en 2004, sous la forme d'une brochure afin de lui donner une plus large diffusion. En 2012, les Éditions Alternative libertaire mettent en ligne le texte dans sa version intégrale de 2002 et 2004.

## Argument
Selon l'auteur : « Pour les anarchistes, comme pour les francs-maçons, le dénominateur commun est l'homme. Anarchisme et maçonnerie sont basés tous deux sur une morale du comportement de l'homme. Tous deux prétendent à l'universalité. Tous deux associent, complémentairement et harmonieusement, l'individu au social. »
Dans l'ouvrage, il étudie cette double appartenance au travers des biographies de :
- Sylvain Maréchal
- le marquis de Sade
- Pierre-Joseph Proudhon
- Michel Bakounine
- Multatuli
- Eugène Pottier
- Élisée Reclus
- Élie Reclus
- Louise Michel
- Jules Vallès
- Jean-Baptiste Clément
- Paul Robin
- Charles-Ange Laisant
- Ferdinand Domela Nieuwenhuis
- Laurent Tailhade
- Jacques Gross
- Sébastien Faure
- Paraf-Javal
- Francisco Ferrer
- Augustin Hamon
- Montéhus
- Jean Marestan
- Charles d'Avray
- Jean Biso
- Voline
- Jules Rivet
- Henri Chassin
- Rémy-Pierre Boyau
- Jean Roumilhac
- Gaston Leval
- Michel Herbert
- Ernestan
- Hem Day
- André Prévôtel
- Suzy Chevet
- René-Louis Lafforgue
- Joaquín Delgado

ainsi que lors d'événements historiques comme la Commune de Paris ou dans des organisations comme la CNT-FAI.

## Divers
Une loge maçonnique du Grand Orient de France a été fondée le 8 juin 1996, sous le nom de « Léo Campion », pour « vivre de manière libertaire leur franc-maçonnerie ».

## Bibliographie et sources

Association internationale des travailleurs